# Тшмелюв
Тшмелюв (пол. Trzmielów) — село в Польщі, у гміні Хоцянув Польковицького повіту Нижньосілезького воєводства.
Населення — 138 осіб (2011).
У 1975-1998 роках село належало до Легницького воєводства.

## Демографія
Демографічна структура станом на 31 березня 2011 року:
|          | Загалом | Допрацездатний вік | Працездатний вік | Постпрацездатний вік |
| -------- | ------- | ------------------ | ---------------- | -------------------- |
| Чоловіки | 76      | 25                 | 46               | 5                    |
| Жінки    | 62      | 15                 | 34               | 13                   |
| Разом    | 138     | 40                 | 80               | 18                   |